# Grand Canyon

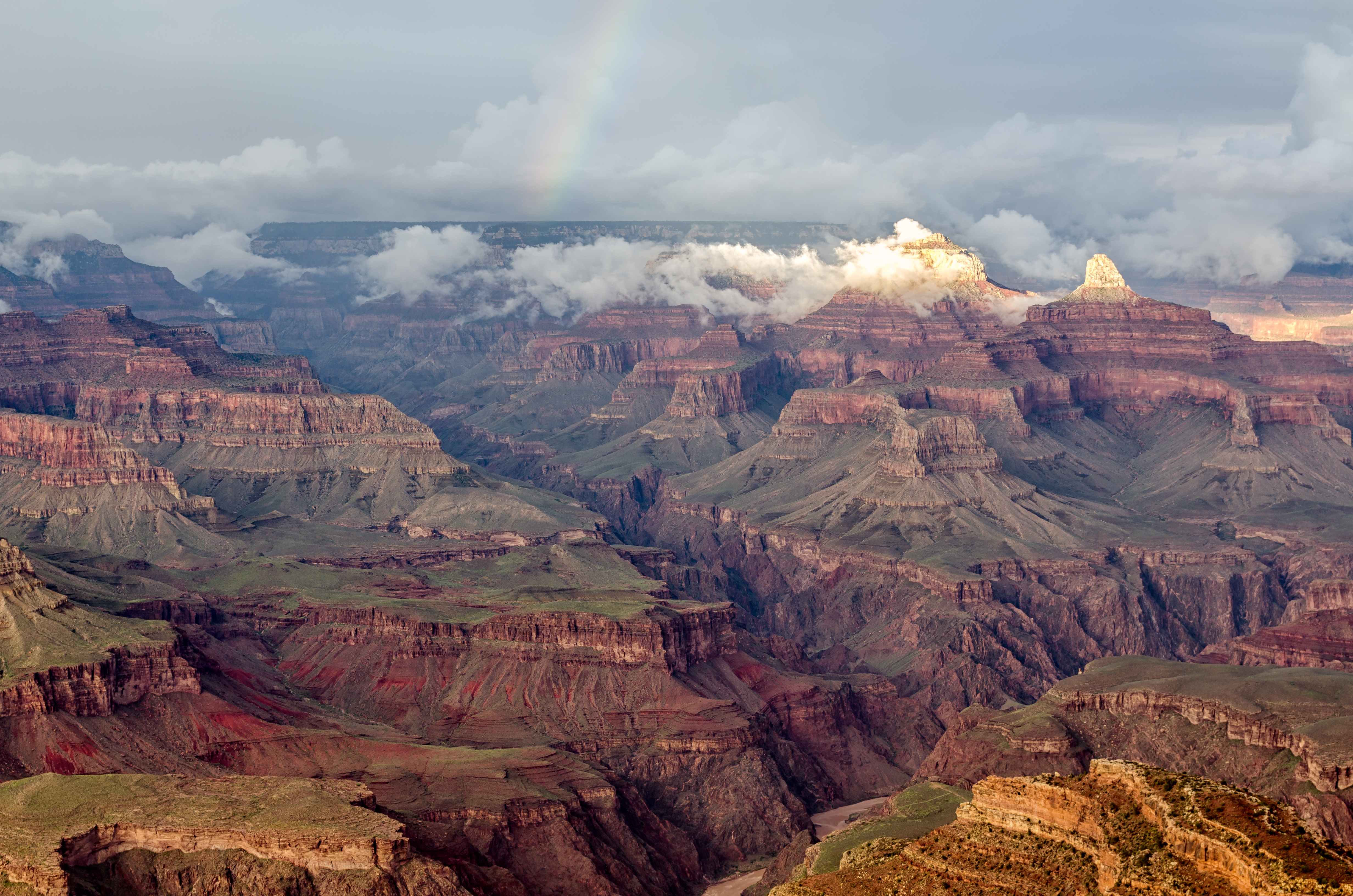
Grand Canyon, Arizona, Estados Unidos.

O Grand Canyon é um desfiladeiro íngreme esculpido pelo rio Colorado, no estado do Arizona, nos Estados Unidos. A formação faz parte do Parque Nacional do Grand Canyon. O ex-presidente estadunidense Theodore Roosevelt foi um grande defensor da preservação da área do Grand Canyon e visitou-o em várias ocasiões para caçar e apreciar a paisagem.
O Grand Canyon tem 446 km de comprimento, até 29 km de largura e atinge uma profundidade de mais de 1,8 km. Por 2 bilhões de anos de história geológica da Terra o rio Colorado e seus afluentes cortaram seus canais através das camadas de rocha enquanto o planalto do Colorado era erguido.
Apesar de alguns aspectos sobre a história da incisão do canyon serem debatidos por geólogos, vários estudos recentes apoiam a hipótese de que o rio Colorado estabeleceu seu curso através da região há cerca de 5 ou 6 milhões de anos. Desde essa época, o rio tem aprofundado e alargado o desfiladeiro.
Por milhares de anos, a área tem sido continuamente habitada por nativos norte-americanos, que construíram assentamentos em suas muitas cavernas. Os índios pueblo consideravam o Grand Canyon um local sagrado e faziam peregrinações até ele. O primeiro europeu que avistou o Grand Canyon foi García López de Cárdenas da Espanha, que chegou em 1540.
Em 1999, o corredor de trilhas Carlos Sposito tornou-se o primeiro brasileiro a cruzar a região correndo sem paradas.

## Geografia
O Grand Canyon é um vale fluvial no Planalto do Colorado que expõe estratos Proterozóicos e Paleozoicos elevados, e também é uma das seis seções fisiográficas distintas da província do Planalto do Colorado.  Mesmo que não seja o cânion mais profundo do mundo (Kali Gandaki Gorge no Nepal é muito mais profundo), o Grand Canyon é conhecido por seu tamanho visualmente esmagador e sua paisagem intrincada e colorida. Geologicamente, é significativo por causa da sequência espessa de rochas antigas que estão bem preservadas e expostas nas paredes do cânion. Essas camadas rochosas registram grande parte da história geológica inicial do continente norte-americano.
A elevação associada à formação de montanhas mais tarde moveu esses sedimentos milhares de metros para cima e criou o Planalto do Colorado. A maior elevação também resultou em maior precipitação na área de drenagem do rio Colorado, mas não o suficiente para mudar a área do Grand Canyon de semiárida. A elevação do Planalto do Colorado é desigual, e o Planalto Kaibab que o Grand Canyon corta é mais de mil pés (300 m) mais alto na Borda Norte do que na Borda Sul. Quase todo o escoamento da Margem Norte (que também recebe mais chuva e neve) flui em direção ao Grand Canyon, enquanto grande parte do escoamento no planalto atrás da Margem Sul flui para longe do cânion (seguindo a inclinação geral). O resultado são lavagens e cânions tributários mais profundos e longos no lado norte e desfiladeiros laterais mais curtos e íngremes no lado sul.
As temperaturas na Margem Norte são geralmente mais baixas do que as da Margem Sul por causa da maior elevação (média de 8 000 pés ou 2 400 metros acima do nível do mar). Chuvas fortes são comuns em ambas as bordas durante os meses de verão. O acesso à Margem Norte através da rota principal que leva ao cânion (State Route 67) é limitado durante a temporada de inverno devido ao fechamento de estradas.

## Hidrologia

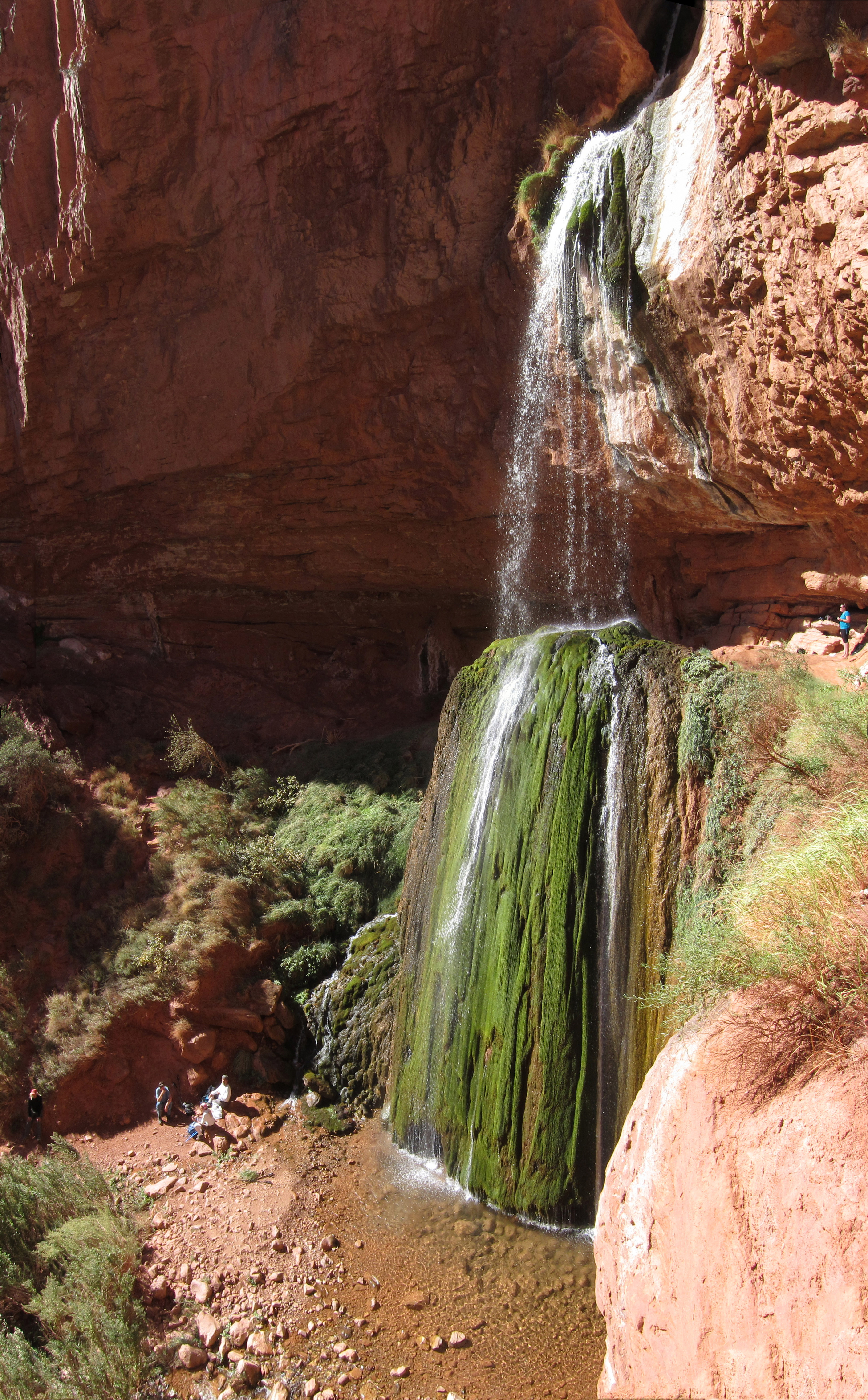
Ribbon Falls, perto da North Kaibab Trail, representa a água subterrânea que atinge a superfície

O fluxo de água subterrânea na região do Grand Canyon é uma área ativa de estudo. A água subterrânea se forma quando a chuva mergulha na terra e atinge o lençol freático. A composição da terra em uma determinada área determina sua permeabilidade, a facilidade com que a água flui através dela. A areia é mais permeável que a argila. Camadas de rochas menos permeáveis compostas por argila podem bloquear a passagem da água e são conhecidas como aqutards. Áreas mais permeáveis de rochas que retêm e transportam águas subterrâneas são conhecidas como aquíferos. Uma área de água delimitada por dois aqutards é chamada de aquífero confinado, enquanto a água abaixo da superfície e acima de um aquântula é chamada de aquífero não confinado.
Os diferentes níveis geológicos do Grand Canyon criaram dois grandes aquíferos onde a água subterrânea se acumula. O aquífero C mais alto é um aquífero não confinado. Ele coleta água subterrânea que se infiltra através das Formações Kaibab e Toroweap no Arenito Coconino. Abaixo dela, a Formação Eremita do Permiano e o Grupo Supai fornecem uma barreira densa. A água subterrânea do C-acquifer pode fluir lateralmente, aparecendo como infiltrações ao longo das paredes do cânion na base do Arenito Coconino, mas também pode descer verticalmente através de zonas de falha para recarregar o aquífero R confinado subjacente. O aquífero R, também conhecido como aquífero Muav da Muralha Vermelha, é um aquífero cárstico. Envolve uma área de fratura substancial através do Calcário Redwall, Formação Temple Butte e Calcário Cambriano Muav do Grupo Tonto. Cinco sistemas individuais fluem através do aquífero R e compõem o sistema regional de fluxo de água subterrânea que drena para o Grand Canyon: Kaibab, Uinkaret-Kanab, Marble-Shinumo, Cataract e Blue Spring.
O fluxo de água subterrânea na região do Grand Canyon é influenciado de várias maneiras por falhas geológicas e dobras. A descarga do aquífero R aparece como nascentes e infiltrações no Grand Canyon e nos cânions afluentes. As nascentes descarregam para o Grand Canyon em áreas de carbonatos do Paleozoico inferior, e estão associadas a falhas geológicas e fraturas. Acredita-se que as fraturas forneçam vias dominantes tanto para a circulação vertical na seção paleozoica, quanto para a coleta lateral e transporte de água para nascentes nas profundezas dos cânions. As maiores nascentes descarregam do aquífero R. Um número menor de nascentes descarrega a taxas mais baixas do aquífero C. Grande parte da água que poderia potencialmente recarregar os aquíferos provavelmente é liberada como nascentes, em vez de chegar aos aquíferos.
Estudos da composição química da água subterrânea em locais em toda a região do Grand Canyon indicam que a água subterrânea contém uma fração da água moderna (pós-1950), e que muitas nascentes têm uma mistura de água moderna e água subterrânea mais antiga. As idades médias estimadas para as águas subterrâneas da Margem Sul variam de 6 anos (San Francisco Peaks) a quase 20 000 anos (Bar Four well, Blue Spring). A idade da água subterrânea no sistema de águas subterrâneas da Margem Sul também se correlaciona com a longitude, com a idade aumentando de leste para oeste do Red Canyon até as nascentes de Boucher. Surpreendentemente, o poço de observação da mina Canyon é mais semelhante aos poços aquíferos Redwall-Muav (aquífero R) do que ao aquífero C Coconino. Isso sugere a possibilidade de uma ligação hidrológica ou fontes de recarga semelhantes para essa posição hidrológica. A água subterrânea antiga do poço Havasupai pode ter uma fonte semelhante à ressurgência da Fonte Havasu do aquífero Redwall-Muav. Sítios com idades médias estimadas mais jovens tendem a estar associados ao aquífero Coconino não confinado. Eles podem recarregar rapidamente como resultado do derretimento de neve, escoamento e precipitação local. É provável que o aquífero R confinado mais profundo dependa principalmente do derretimento de neve dos picos de São Francisco para recarregar.
Outras pesquisas tentaram relacionar as trajetórias dos fluxos de água subterrânea com possíveis níveis de risco de contaminação e identificar regiões de vulnerabilidade para os aquíferos subjacentes. Quase metade da superfície do planalto Kaibab foi associada à vulnerabilidade alta a muito alta do aquífero não confinado Coconino (aquífero C), enquanto cerca de um quinto do planalto Kaibab foi estimado como uma área de alta vulnerabilidade para o aquífero Redwall-Muav (aquífero R).